# Castello svevo (Termoli)
Il castello svevo di Termoli caratterizza con il suo profilo l'immagine del borgo medievale della città. La sua costruzione risale al XIII secolo, periodo in cui Federico II di Svevia progettò un sistema di fortificazione delle frontiere sud-orientali italiane fino alla Sicilia, mentre la torre centrale normanna risale al XII secolo, mantenendo le caratteristiche strutturali delle torri normanne esistenti.

## [1]Storia d'antichità
Alla fine dell'XI secolo, con la conquista normanna delle coste adriatiche, il Conte dei Conti Roberto di Loritello ed il suo successore, il figlio Roberto II di Loritello, stabilirono la loro residenza a Termoli, chiamata in quel periodo Termole o Termine, in un palazzo comitale fortificato posto sulla costa; palazzo che era posizionato nell'area destra rispetto alla torre normanna, sopra l'area oggi chiamata Montecastello, di cui oggi rimangono costruzioni moderne e abusivismo edilizio risalente a fine '800.

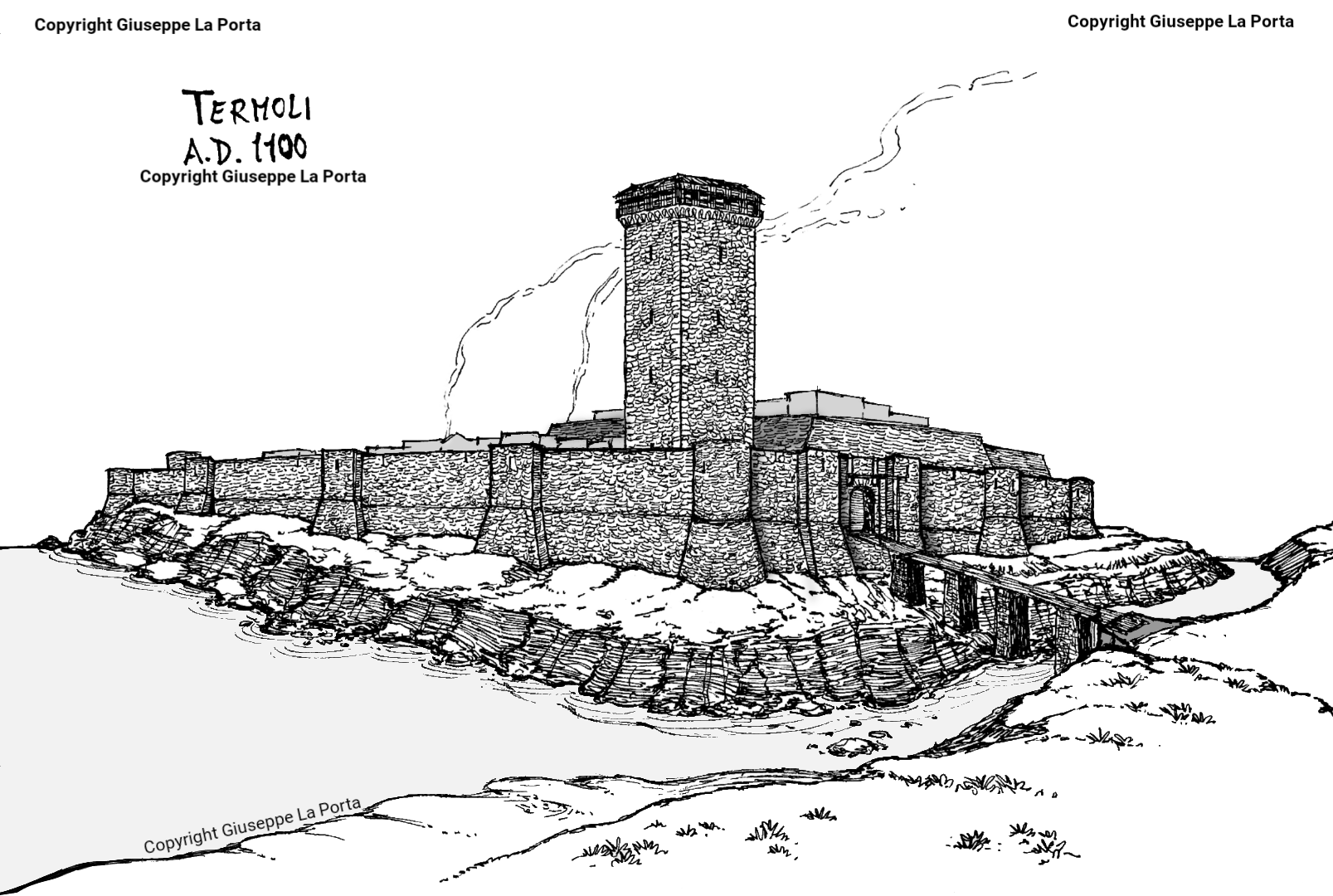
Termoli, fortezza normanna XII secolo

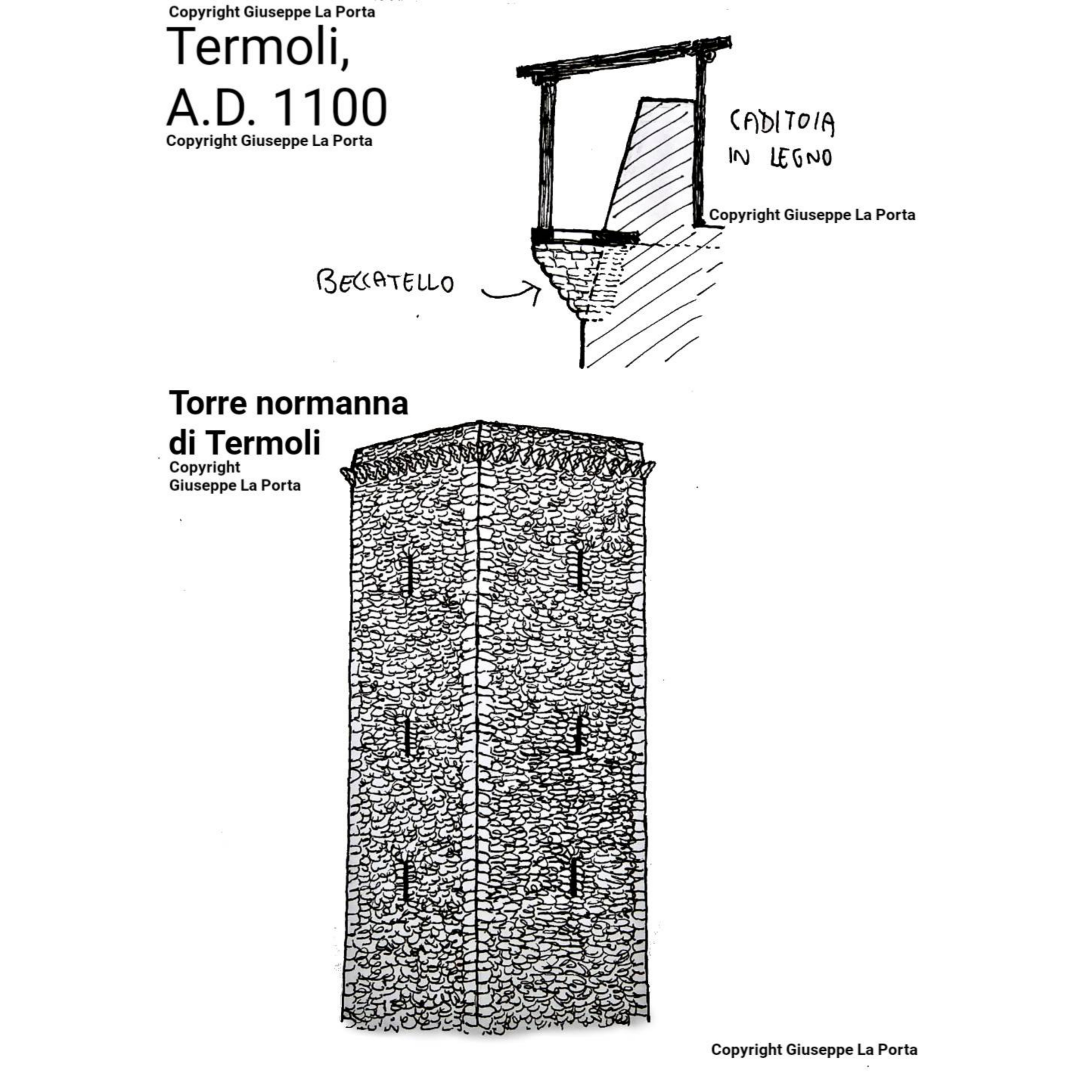
Torre normanna di termoli, aspetto e difesa

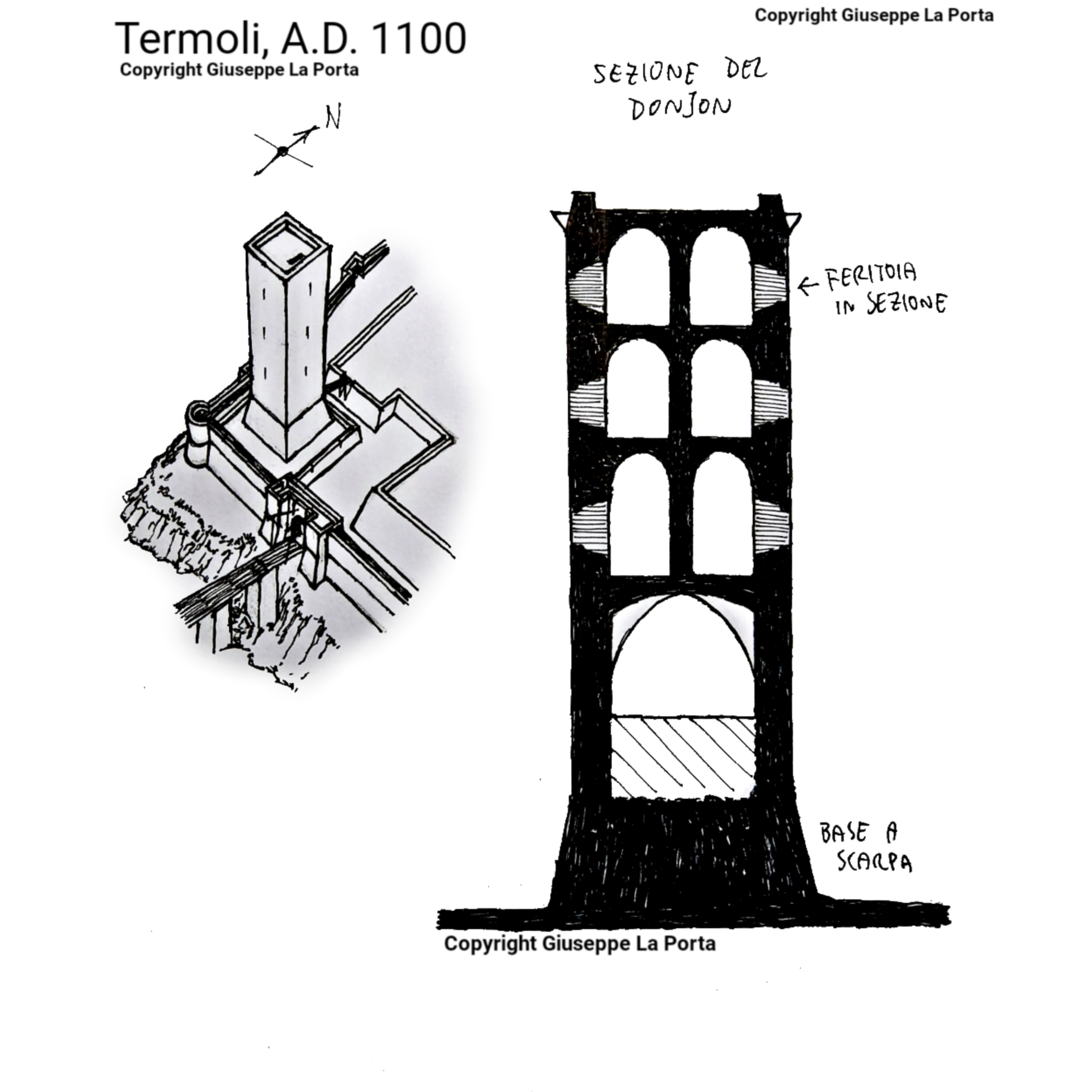
Torre normanna di termoli, sezione

Il Castello è definito Svevo  per via della fortificazione databile al 1247, che l'Imperatore Federico II di Svevia vi fece apportare, come testimonia una lapide ritrovata all'interno di una delle torri a cavaliere angolari e grazie agli Statuta Reparationis. 
Tale intervento sarebbe stato attuato nel 1240, successivamente alla distruzione delle difese murarie esistenti per opera della flotta veneziana, alleata di Papa Gregorio IX. 
L'imperatore Svevo volle che le mura di cinta della fortezza e la torre, fossero ristrutturate e rese maggiormente difendibili, attuando anche nuove installazioni militari come l'ampliamento di mura e di torri preesistenti, la costruzione di nuove torri e caseforti e infine la costruzione di una struttura a tronco di piramide attorno alla torre, con 4 torri angolari a cavaliere e un ponte levatoio che collegava la torre stessa a Montecastello, per renderla ben difesa.
Nel XIII secolo inoltre il donjon, (torre maestra), era provvisto di caditoie, con un sistema di trabeazioni e impalcati in legno che poggiavano sui beccatelli in pietra, oggi visibili sulla sommità.

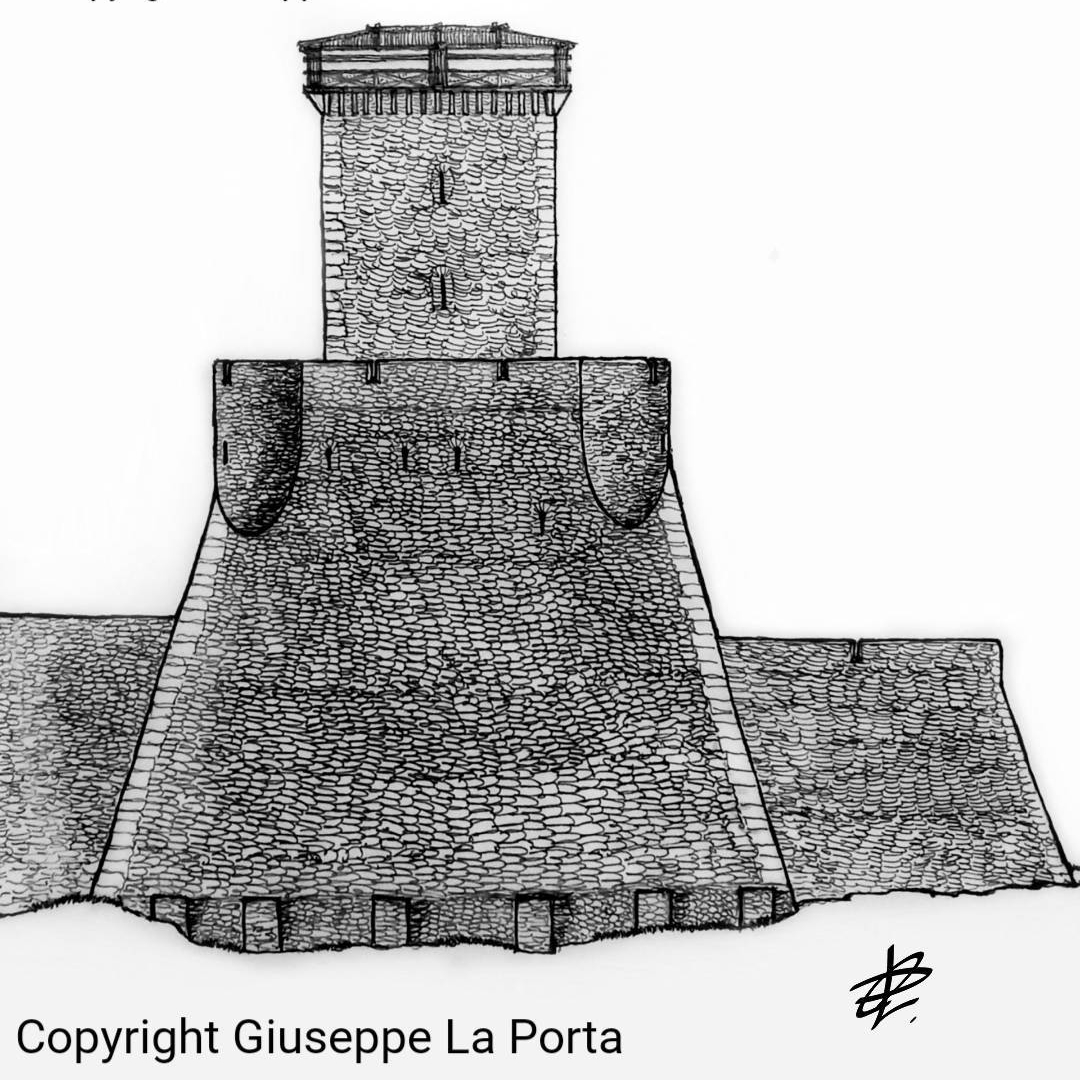
Castello di Termoli, XIII secolo. Sotto Federico II di Svevia

Nel corso dei secoli il castello ha subito varie modifiche soprattutto per l'adozione delle armi da fuoco e a causa di interventi necessari al mantenimento dell'integrità strutturale. 
Nel '400 la fortezza fu colpita da un violento terremoto, e perciò dovette subire un ulteriore consolidamento.

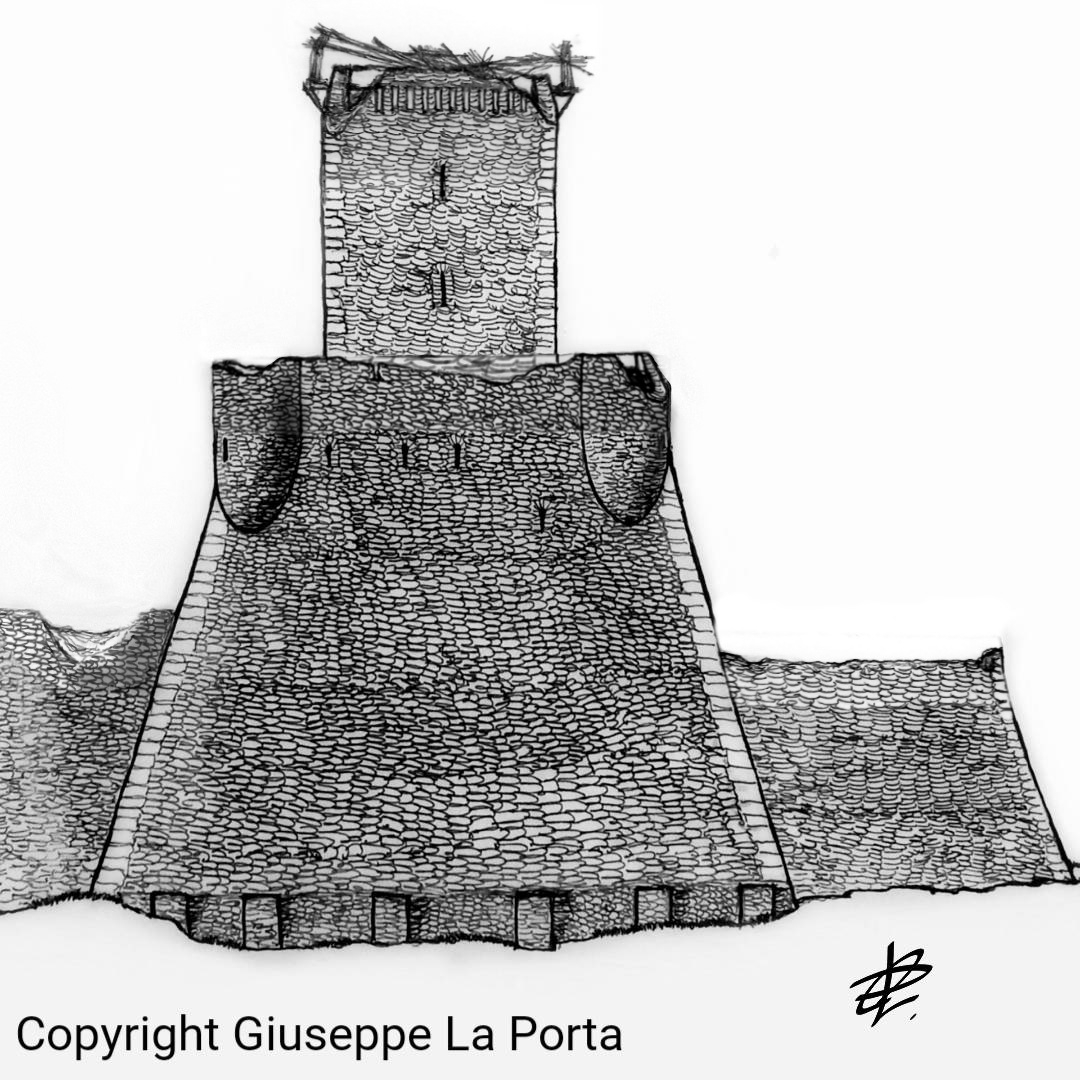
Castello di Termoli, terremoto del '400

Successivamente al passaggio in mano guelfa, furono apposte sulle torri e sulle caditoie del donjon, dei merli guelfi, che sono documentati fino alla fine del '600.

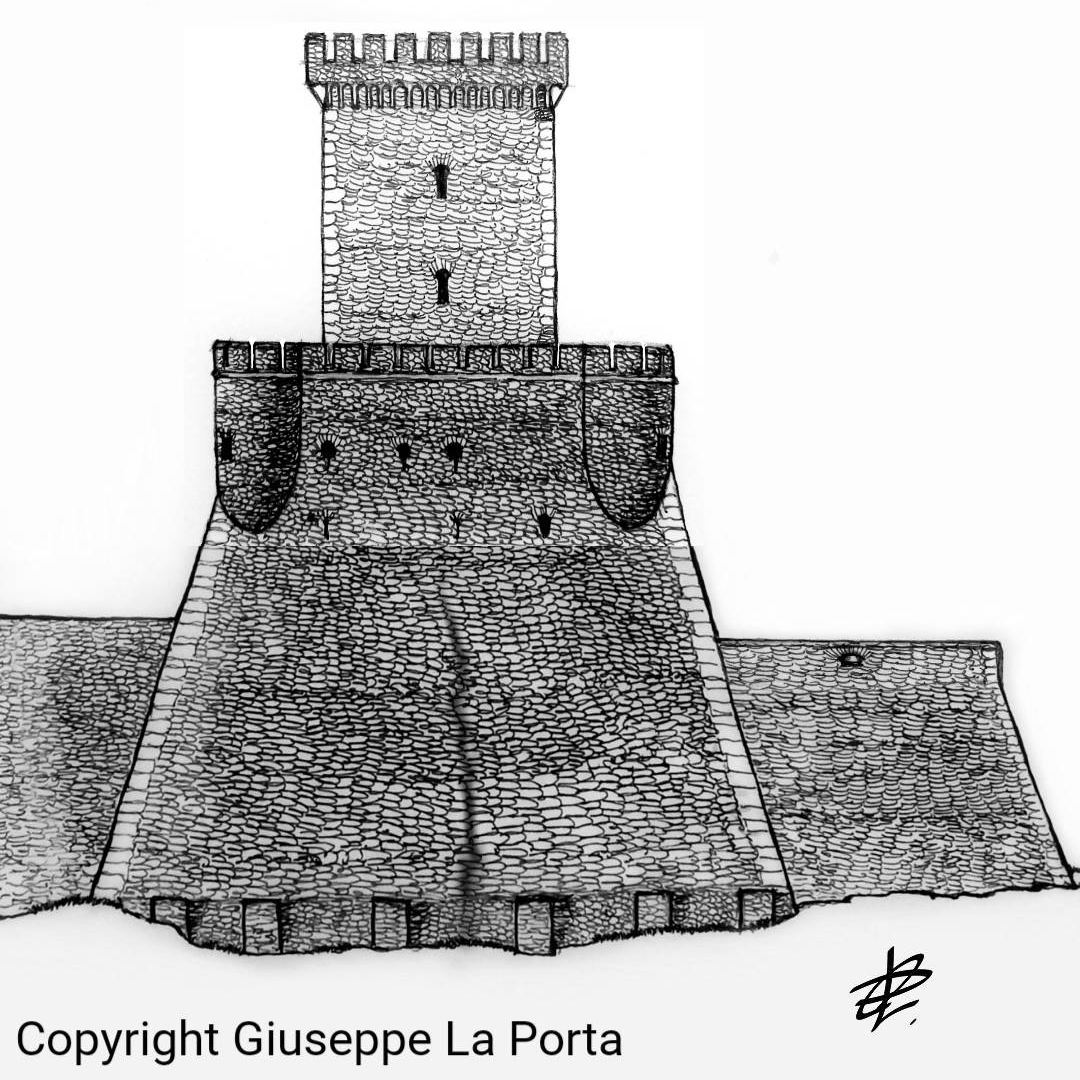
Castello di Termoli, XV secolo

Nel XV secolo la fortezza fu adattata alle armi da fuoco, sostituendo gran parte delle feritoie con archibugiere e con la costruzione di 2 muri a punta di diamante opposti nella zona sud della fortezza, dei quali ad oggi il sinistro è consolidato in mattoni, mentre il destro è diventato un giardino privato.
Ma la difesa per le armi da fuoco non fu abbastanza, poiché la fortezza non aveva già più la stessa importanza militare del periodo federiciano, e soprattutto, non presentava più un barbacane che andò poi seppellito nella lenta creazione del terrapieno per attaccare al meglio la città alla costa, rendendola però indifendibile.
Il 2 agosto del 1566, le flotte turche di Piyali Pascià attaccarono duramente Termoli, danneggiando l'intera fortezza, derubando e bruciando al loro passaggio.
Negli anni successivi fu lenta la ripresa della città, che fu in seguito colpita dal terremoto del 1627, che creò sulla facciata sinistra del castello una fenditura di 6 metri, poi murata ma ancora visibile.Durante i recenti restauri sono stati trovati dei graffiti databili al secolo XVI, ed alcuni disegni al carbone lasciati sulle pareti della cisterna inferiore nel periodo in cui questa era adibita a carcere borbonico.

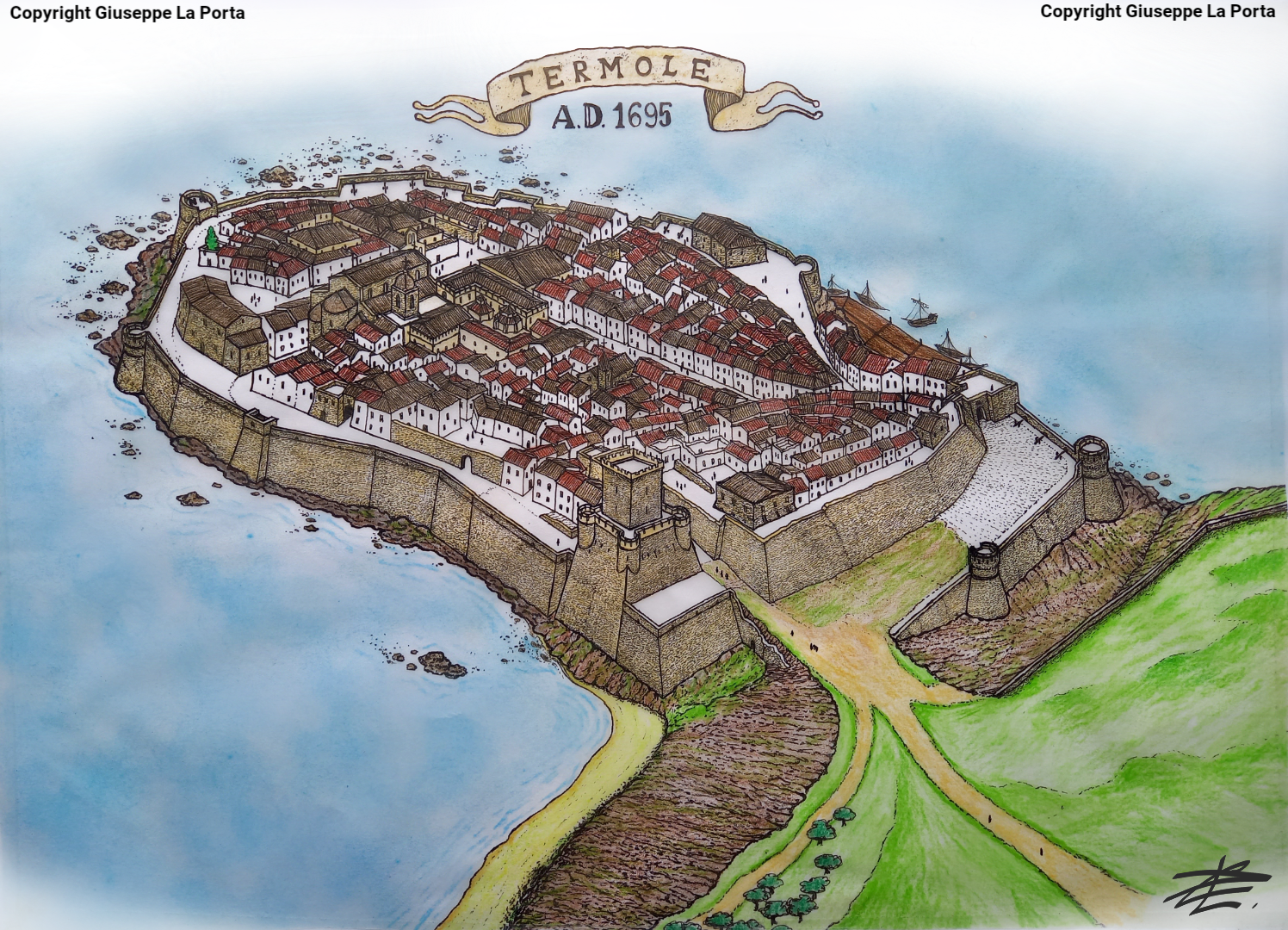
Termoli, ricostruzione del borgo nel '600

Tra il 1700 e il 1800, i merli apposti sulla torre crollarono al seguito dell'erosione, e anche perché i beccatelli che li reggevano non furono progettati per la pietra, ma per il legno.

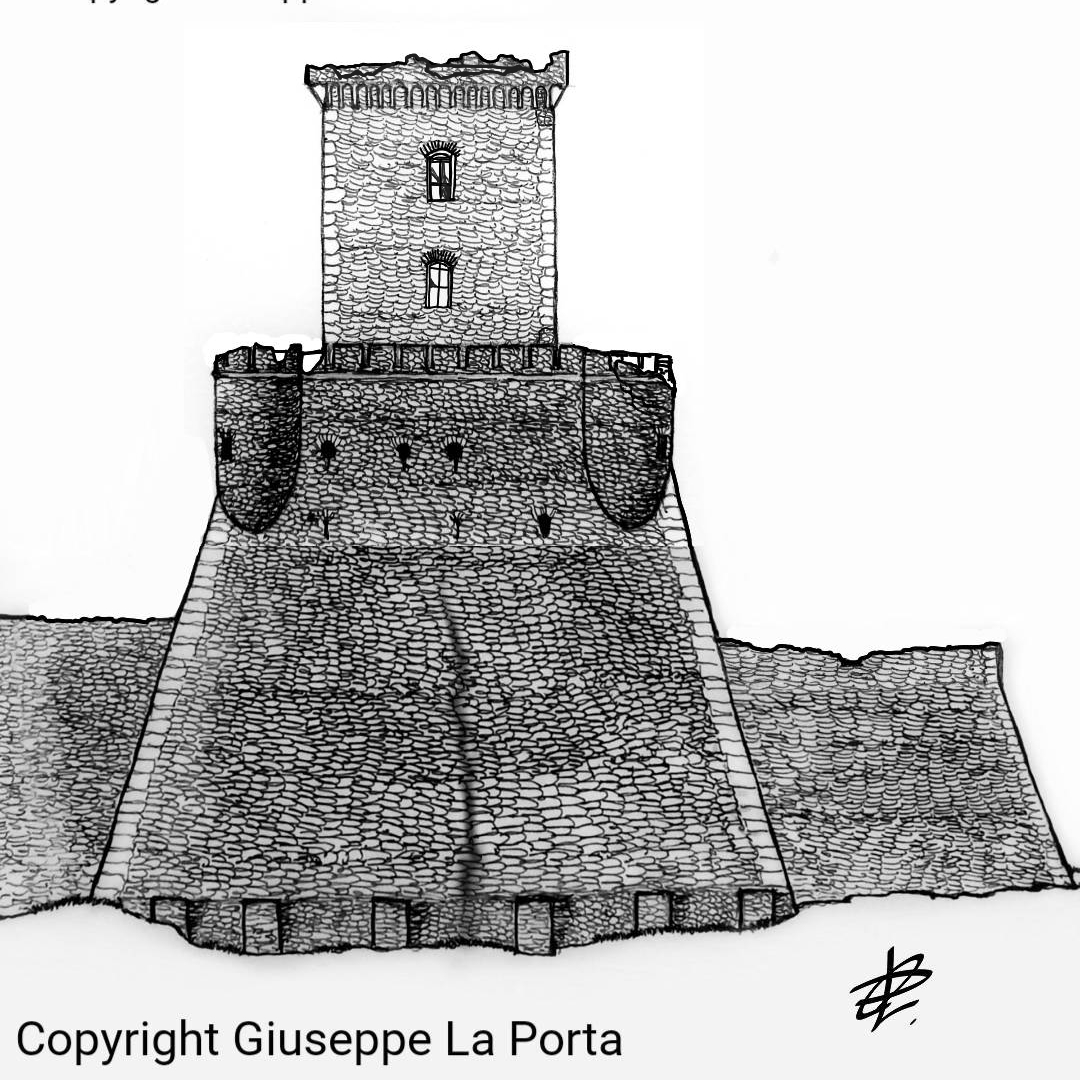
Castello di Termoli, dal '700 all' '800

Le feritoie del castello furono poi trasformate anche in finestre, e fu aperta una nuova entrata basale nel castello, poiché l'entrata medievale non era più accessibile.
Nei primi decenni del 1900 il borgo e la torre versavano in un grave stato di degrado, pertanto furono realizzati lavori di consolidamento sia alle mura che ai bastioni. 

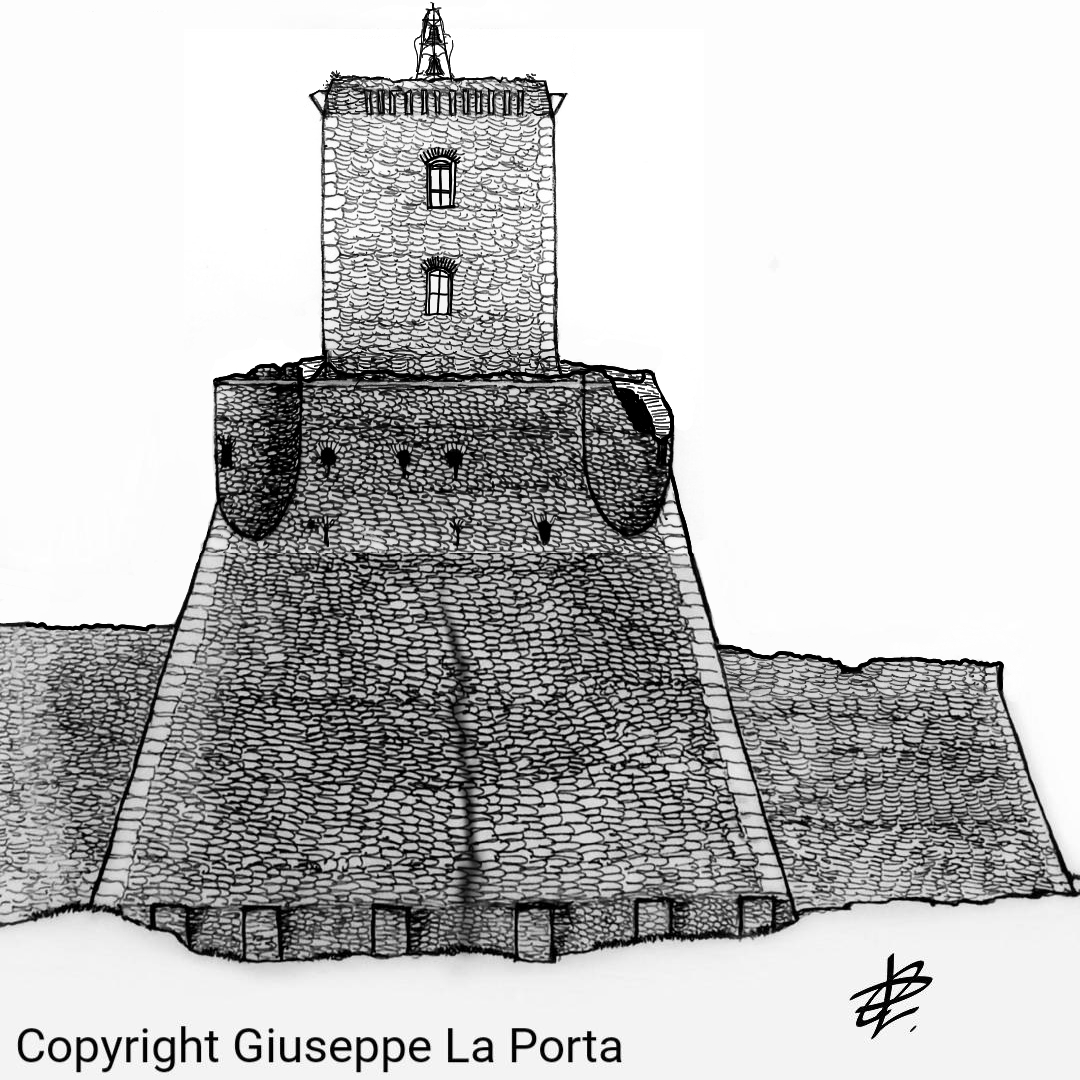
Castello di Termoli, inizi del '900

Presso l'Archivio di Stato di Campobasso sono conservati alcuni fascicoli che documentano tali interventi: il muraglione di pietrame, pericolante a causa dell'azione delle mareggiate e del terremoto del 1627, fu consolidato una prima volta nel 1928 e successivamente negli anni 1933 e 1937-40, andando a modificare l'originale forma architettonica della cinta muraria. In tale occasione fu previsto anche il prolungamento della scogliera, per una migliore difesa dalla corrosione delle mareggiate.
In seguito ai danni subiti durante la seconda guerra mondiale vennero effettuati ulteriori lavori di manutenzione, che modificarono numerosi particolari strutturali che erano considerati superstiti dell'età sveva.
Dal 1885 il Castello di Termoli è stato annoverato tra i monumenti nazionali e designato quale museo storico regionale.

## Struttura

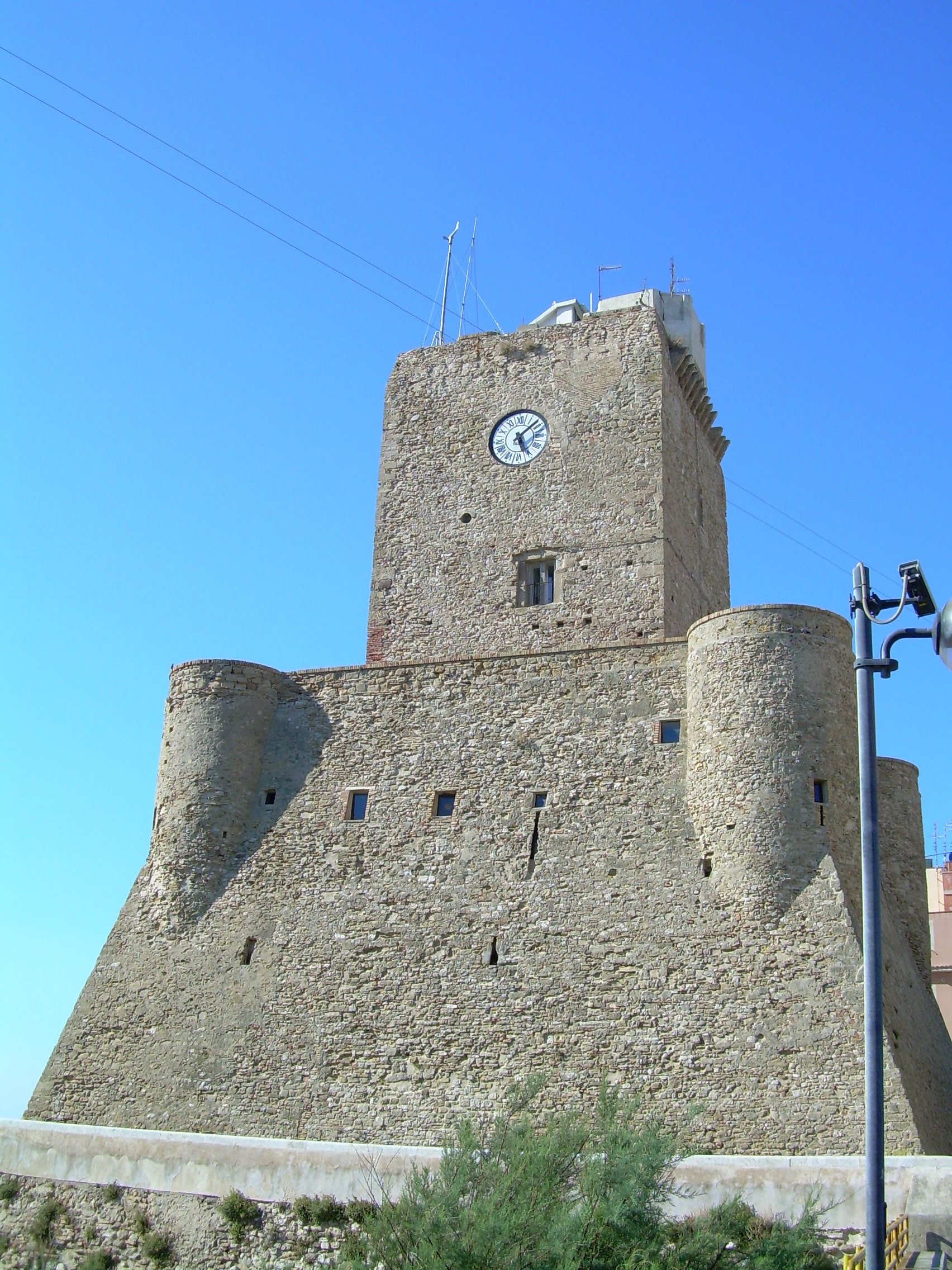
Panoramica del castello da un'altra prospettiva

L'attuale struttura del castello venne edificata su un antico nucleo centrale di origini normanne costituito da un edificio a pianta quadrata completamente realizzato in mattoni e coperto da una volta a botte. Un'antica testimonianza dell'originaria costruzione muraria si ha in una lettera datata 1239 in cui Federico II consente ai termolesi di tenere un mercato settimanale tra le mura del vecchio castrum.
Alla fine del periodo 1241-1246 quello di Termoli viene citato tra i castelli del Giustizierato di Monte Sant'Angelo.
In quell'epoca molto probabilmente l'edificio originario era stato trasformato in una pianta regolare tipica del periodo svevo. Il Castello è formato da una torre costruita precedentemente dai normanni, circondata da una struttura a tronco di piramide quadrata. Sui quattro angoli della base si innestano altrettante torri a cavaliere aggettanti. La struttura si sviluppa soprattutto in altezza sul lato nord a ridosso del mare, poiché il castello aveva una funzione di postazione d'avvistamento ma soprattutto difensiva.
Il portale era custodito da un ponte levatoio con un divisorio che collegava l'entrata di sinistra al barbacane, di cui oggi rimane un lembo di muro per gran parte sotterrato e da un fossato che si estendeva sul lato nord-est, ove vi sfociava un corso d'acqua che in epoca era nominato Rugonio, oggi chiuso dalle costruzioni moderne.
La parte inferiore del castello, che si sviluppa su un livello leggermente superiore rispetto al piano stradale attuale, aveva una funzione di magazzino e deposito. È costituita da quattro grandi ambienti a pianta rettangolare e copertura a botte che si sviluppano intorno alla struttura di periodo normanno.
Attualmente una scala di epoca moderna collega gli ambienti del piano terra con quelli del primo piano, in antichità questa funzione era svolta da strutture in legno.
La parte superiore del castello era adibita a deposito, ma soprattutto aveva un ruolo difensivo. Gli ambienti posti al primo piano sono, infatti, denominati "Corridoio degli arcieri", hanno tutti una pianta rettangolare, sono coperti da volte a botte e sono caratterizzati da numerose feritoie che permettevano agli arcieri e ai balestrieri di colpire i nemici dall'alto. Su questo piano si sviluppano le torri a cavaliere e qui, in origine, si apriva l'unico accesso al castello posto sul lato nord-est, dove sono visibili le mensole che servivano a far scorrere le funi e gli argani del ponte levatoio, che univa l'area di Montecastello con la torre.
La terrazza della torre del Castello presenta ancora oggi resti di mensole in pietra dette Beccatelli destinate, un tempo, a sostenere apparati e impalcature mobili in legno per il tiro piombante, successivamente usate a scopi decorativi a partire dal 1640 con una struttura merlata, dopo il catastrofico terremoto del 1627 che colpì l'area garganica, che nella città di Termoli causò lievi crolli e un innalzamento della costa rocciosa, creando uno scompenso nell'area di mezzeria della facciata ovest del castello, ancora oggi visibile. Termoli, considerata come l'ultimo avamposto della Puglia, subì diverse modifiche strutturali nel corso dei secoli. Con l'avvento delle armi da fuoco le feritoie vennero parzialmente trasformate in archibugiere, e il cambiamento delle signorie possedenti permise l'aggiunta di strutture merlate, estranee all'architettura normanna-sveva.
È stata poi rinvenuta nella parte inferiore della torre belvedere, una cannoniera posta a livello della scogliera che doveva assicurare la copertura del muraglione occidentale. Quando il castello perse la sua funzione difensiva le stesse feritoie subirono un'ulteriore trasformazione e divennero finestre, mentre i particolari strutturali vennero erosi e lasciati in stato di degrado.
Di particolare interesse sono alcune iscrizioni a carboncino risalenti al XVIII secolo ritrovate nelle sale inferiori del castello che in quell'epoca furono utilizzate come carcere. Si tratta di nomi, date e in alcuni casi dei motivi della carcerazione. Sulla parete sud-est si legge “alla trasuta... ammazzai”.
Nel 1902 il castello Svevo divenne monumento nazionale e nel 1909 la Marina militare occupò la parte più alta della torre, costruendo una stazione meteorologica, che va ad alterare l'aspetto storico del castello. Oggi il castello versa in uno stato di abbandono e degrado, anche a causa dei mancati restauri.
I beccatelli della facciata sud della torre sono crollati definitivamente nel 2010, lasciando dei segni erosi.
le sale del castello vengono utilizzate per mostre e rassegne musicali.
le mura di cinta attualmente sono in gravi condizioni di stabilità e attinenza storica per quanto concerne i materiali di cui sono state ricomposte nella zona ovest, mentre sono quasi esclusivamente rimpiazzate da case abusive nell'area di est.
delle 7 torri presenti storicamente fino al 1700, oggi ne rimangono solo 4, poiché la torre di nord, Tornola, versa in terribili condizioni di degrado, ove l'intera area sommitale è mancante, mentre la seconda torre del barbacane è stata rilevata da recenti scavi a circa 2 metri di profondità, sotto i riempimenti del terrapieno creato nel fossato, lasciando visibile solo la Torre belvedere e una mezza volta a sesto ribassato che apparteneva alla seconda entrata via mare che conduce al portale di destra, dove è ancora visibile l'apertura ove era posto il cancello.
una delle torri ancora esistenti invece, oggi è visibile per metà, inglobata dalla struttura del convento, posto nella zona nord-est, che anticamente formava una delle casematte del borgo medievale, la cui struttura era presente anche nella zona di nord-ovest, dove oggi è visibile solo il torrione quadrato e un margine di muro in rovina che anticamente terminava con una torre a scarpa, documentata dall'abate Pacichelli nell'incisione settecentesca.
Oggi è una rinomata meta turistica e il profilo pittoresco del muraglione è ben visto da parte di fotografi e spesso è sfondi di book fotografici matrimoniali.

## Galleria d'immagini

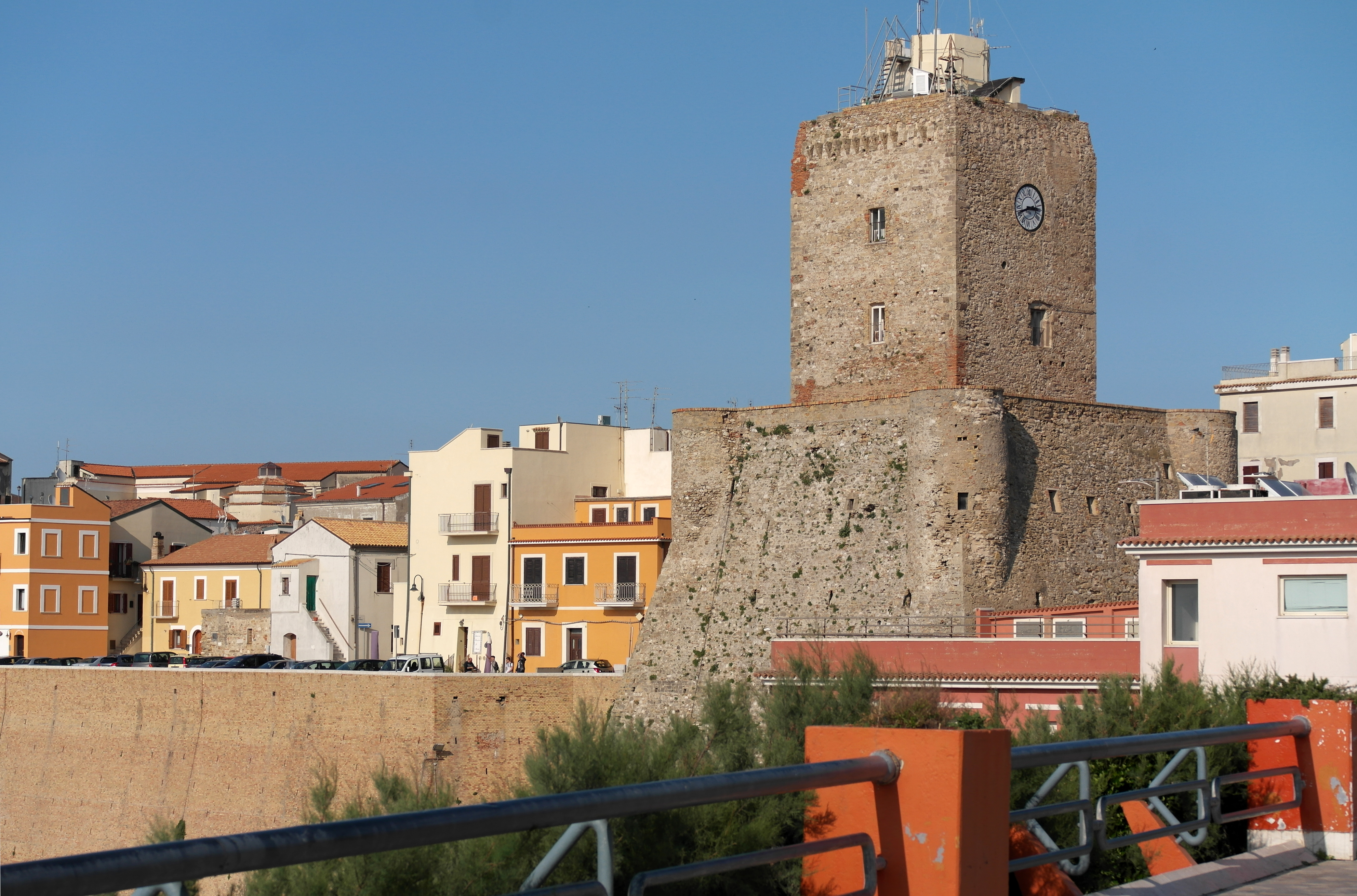
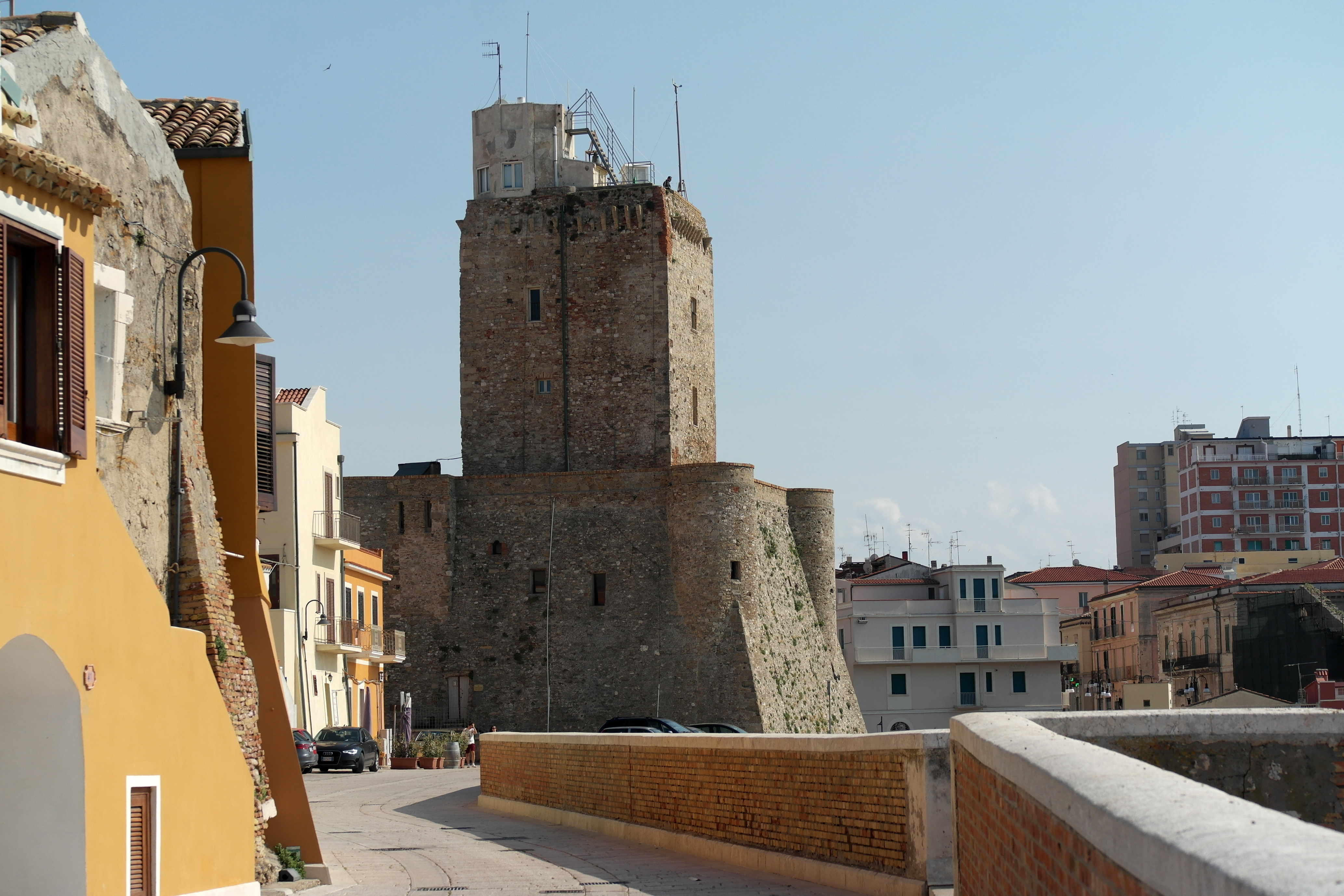
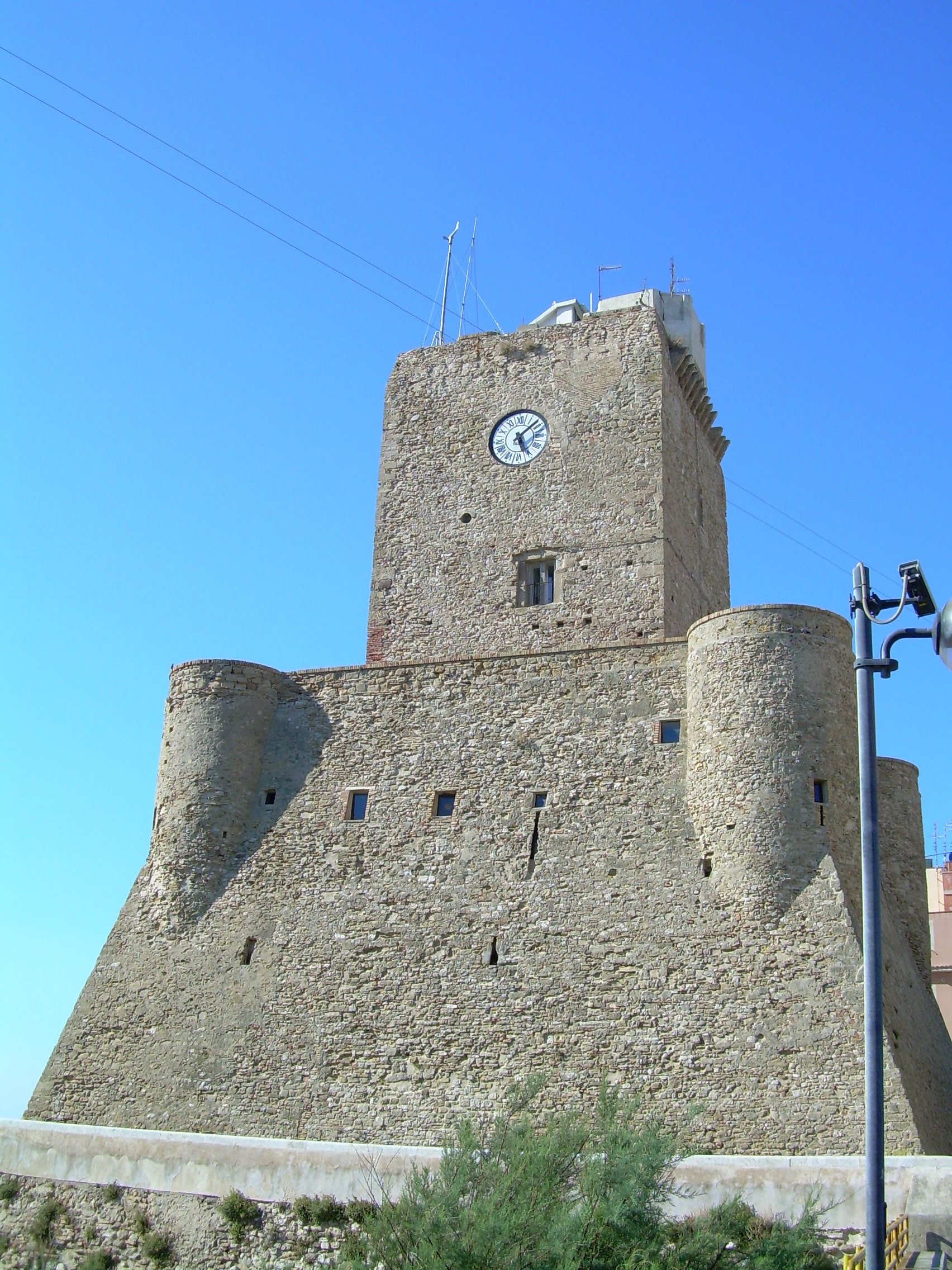
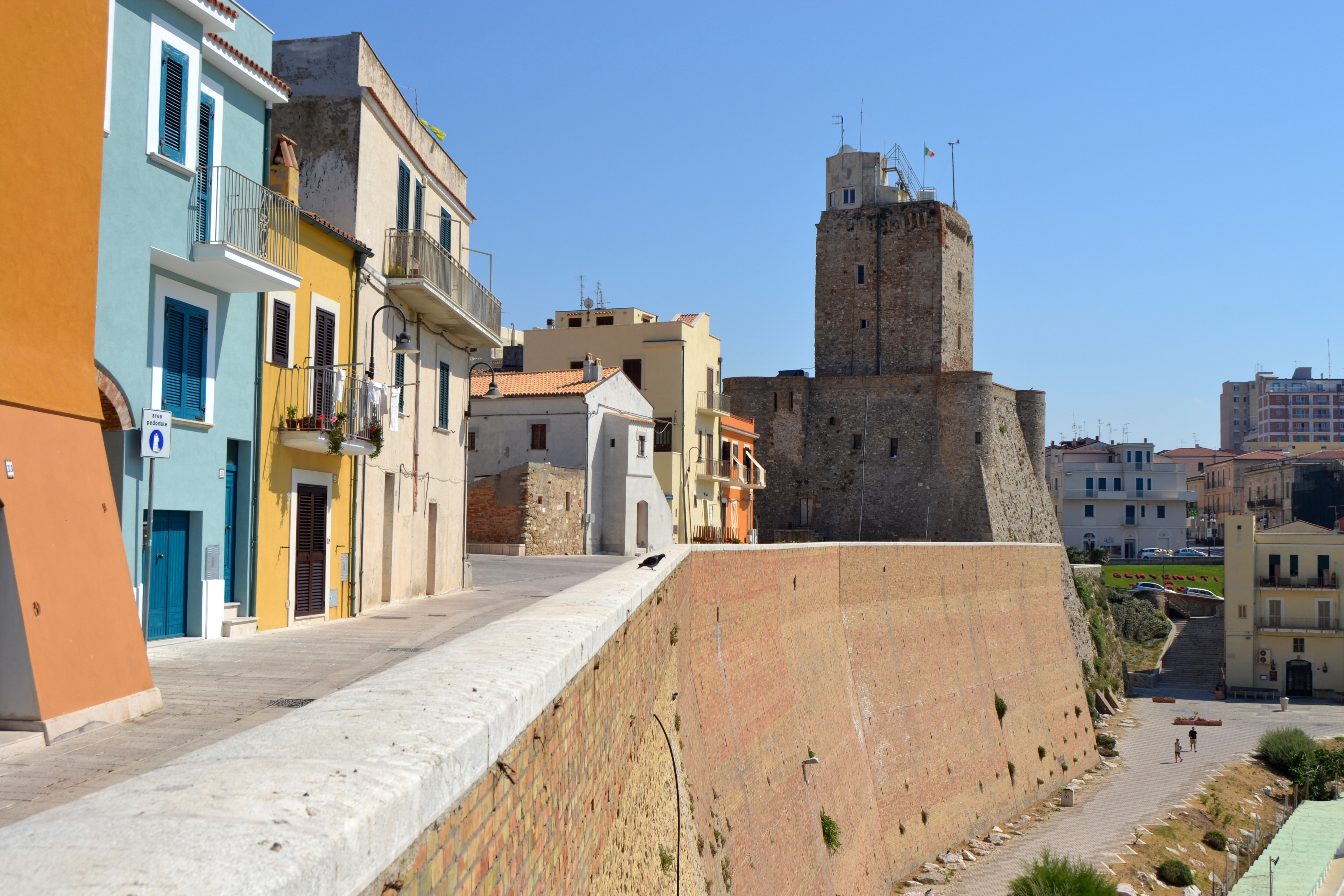
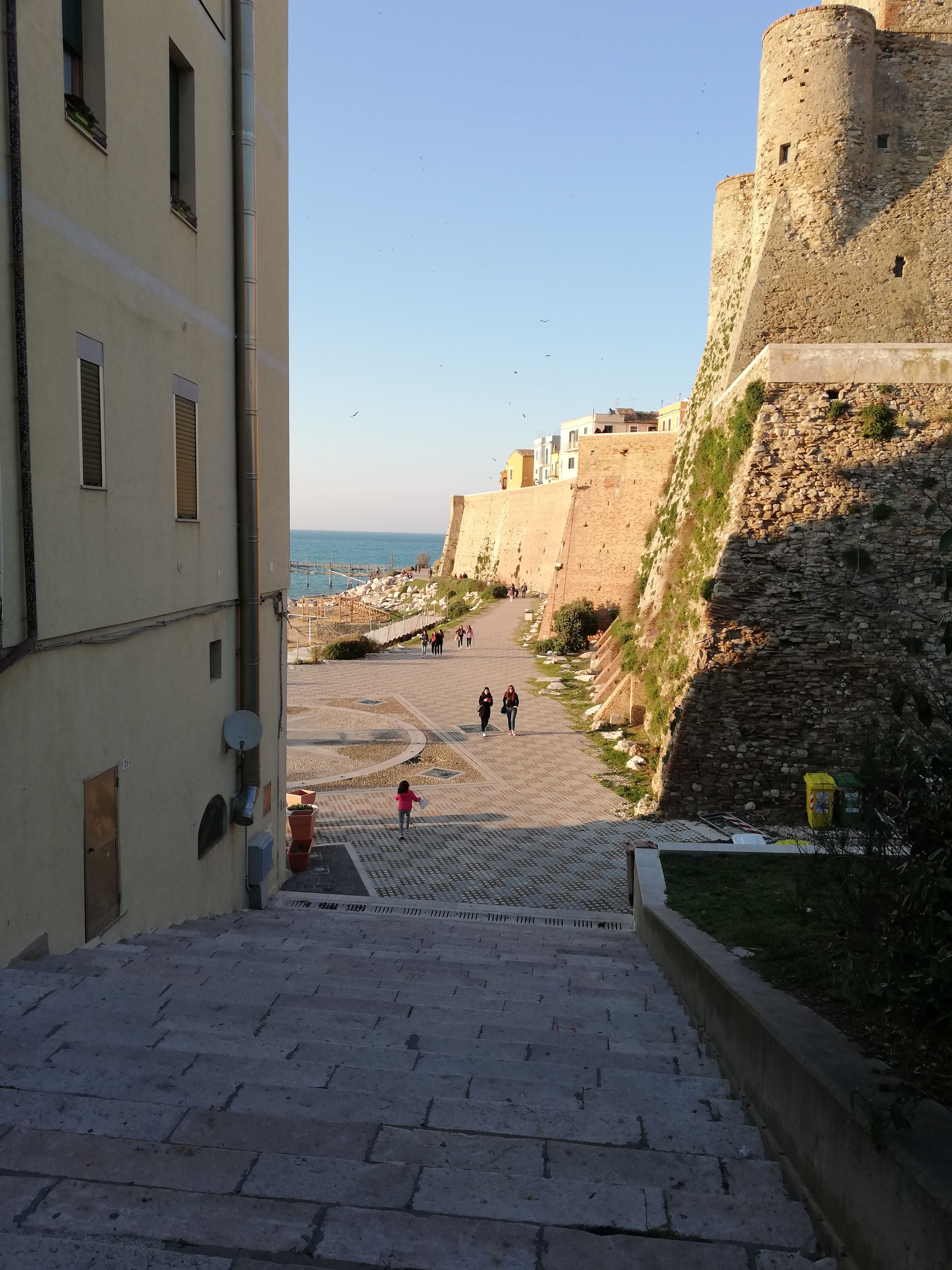
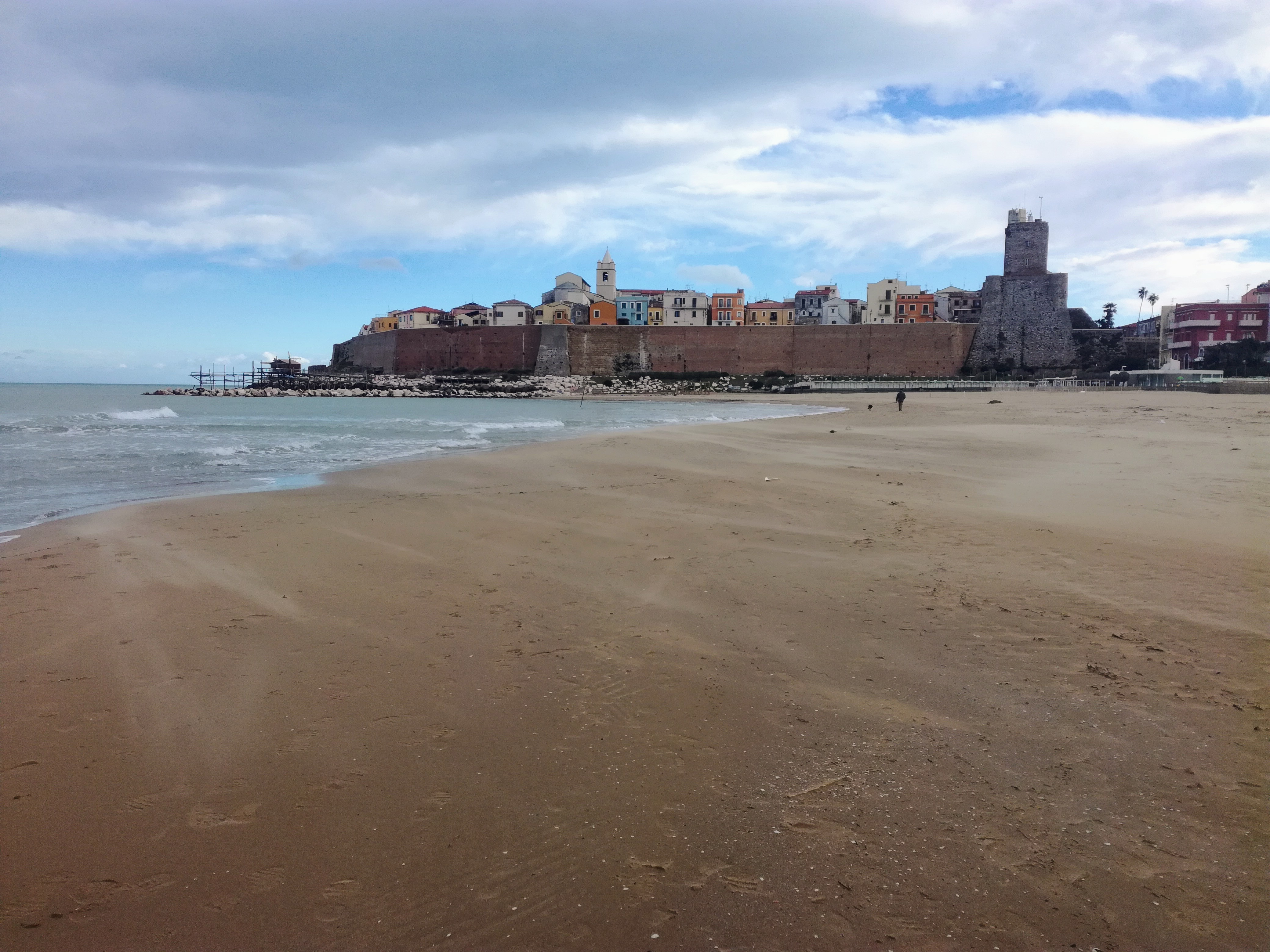
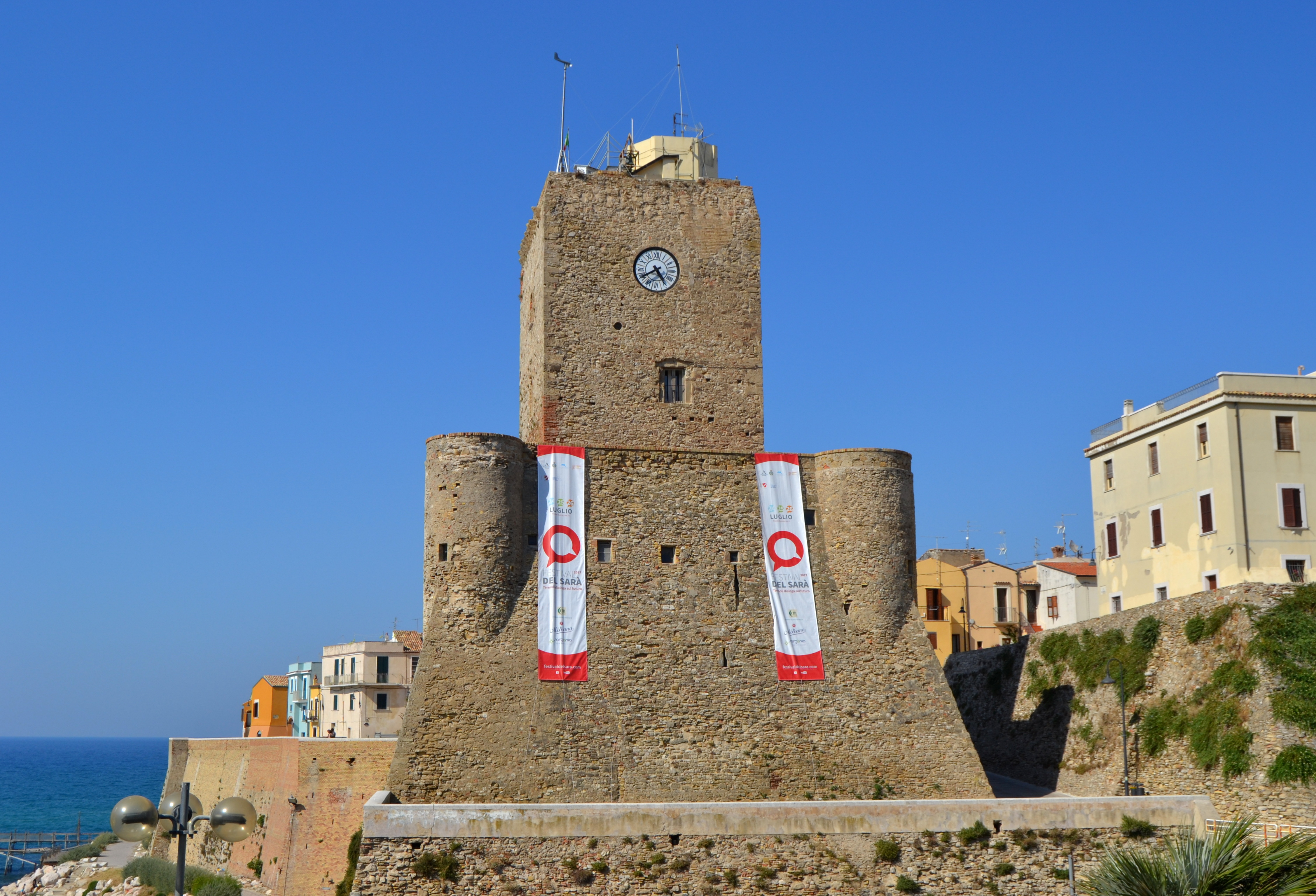